# Personaggi de Il giocattolo dei bambini
Lista dei personaggi del manga e dell'anime di Il giocattolo dei bambini.

## Personaggi principali

### Sana Kurata
Sana Kurata (倉田 紗南?, Kurata Sana, in Italia Rossana Smith)
Doppiata da: Shizue Oda / Chisa Yokoyama (OAV) (ed. giapponese), Marcella Silvestri / Renata Bertolas (canto) (ed. italiana)
Ha 11 anni (all'inizio della serie) ed è una idol. Studia teatro nella compagnia Komawari, recita in diversi spot commerciali e appare in un programma televisivo molto seguito dai pre-adolescenti: "Il giocattolo dei bambini" (Evviva l'allegria!). Vive con la madre adottiva Catherine Smith, che fa la scrittrice, e col manager Robby che lei reputa, inizialmente, suo fidanzato e mantenuto. È stata abbandonata in fasce dalla madre che, all'epoca, aveva solo 18 anni ed è stata trovata e adottata da Catherine. È diventata un'attrice famosa su richiesta di Catherine che, ai suoi esordi, le aveva fatto una promessa: quando un giorno lei sarebbe diventata una scrittrice famosa e Sana una bambina più famosa dei suoi coetanei, avrebbe scritto un'autobiografia con l'unico scopo di trovare la madre biologica di Sana. Quando queste condizioni si verificano, Misako pubblica il libro "Io e mia figlia" grazie al quale Sana riesce a incontrare Peggy, la sua madre naturale. A scuola Sana conosce Heric Akito, un ragazzo che incita continuamente gli altri compagni di classe a ribellarsi contro i maestri. Sana si interessa a questo ragazzo e riesce a capire che il suo comportamento è un modo per celare dei problemi reali. Il rapporto tra i due diventa molto intenso. Sana inoltre prova anche dei sentimenti per il collega e attore Charles Lons che la ama segretamente, ma poi si rivela durante le riprese di un film, ma lei rifiuta dicendogli che le piace Heric da diverso tempo. Nell'anime si mette con Charles per poco tempo, perché quest'ultimo comprende che a Sana piace ancora moltissimo Heric, così la lascia. Incomincia poi a uscire con lui. È nata il 7 marzo: inizialmente lo festeggia come il giorno in cui è stata trovata, ma successivamente la sua vera madre confermerà di averla partorita proprio quel giorno.

### Akito Hayama
Akito Hayama (羽山 秋?, Hayama Akito, in Italia Heric Akito)
Doppiato da: Tatsuya Nakazaki / Megumi Ogata (OAV) (ed. giapponese), Monica Bonetto (ep. 1-50) / Irene Scalzo (ep. 51-102) (ed. italiana)
Ha 11 anni (all'inizio della serie) e vive con il padre e con la sorella Nelly. La madre è morta dandolo alla luce e questo avvenimento ha compromesso la serenità di tutti i componenti della famiglia: il padre nasconde il suo dolore spendendo tutte le sue energie e il suo tempo sul lavoro, mentre la sorella è frustrata dalle responsabilità che sono ricadute sulle sue spalle ed è convinta che Heric sia la causa di tutte le disgrazie che le sono capitate. Per questi motivi, a scuola il giovane ragazzo si comporta come un vero teppista, finché Sana non decide di affrontarlo e aiutarlo ad appianare i contrasti familiari. In seguito, decide di dedicarsi al karate perché vuole impegnarsi in un'attività così come Sana si impegna nella recitazione. La sua abilità nel combattimento è tale che in pochi anni raggiunge la cintura nera e diventa campione nazionale.
Il suo cibo preferito è il sushi e ha una grande passione per i dinosauri da quando il padre, quando era piccolo, lo portò a una mostra sul tema regalandogli anche il pupazzo di un dinosauro che è stato, per molto tempo, l'unico simbolo dell'affetto paterno. Si prende una cotta per Sana e la bacia tre volte. Non dimostra quasi mai di provare dei sentimenti per lei, ma in realtà è molto geloso. Si fidanza con Funny, ma quest'ultima si rende conto che Heric è innamorato perdutamente di Sana e lo lascia. Successivamente incomincia a uscire con Sana. È nato il 12 ottobre.

### Tsuyoshi Ohki/Sasaki
Tsuyoshi Ohki/Sasaki (大木 剛?, Ōki Tsuyoshi, in Italia Terence)
Doppiato da: Mayumi Misawa (ed. giapponese), Patrizia Scianca / Jenny De Cesarei (ep. 80-87) (ed. italiana)
Ha 11 anni (all'inizio della serie) e frequenta la stessa classe di Sana e Heric. È amico di Heric sin dall'infanzia e inizialmente è innamorato di Sana. I suoi genitori divorziano e lui va a vivere con la madre e la sorellina e il suo cognome cambia da Ohki a Sasaki. Il ragazzo soffre molto per la situazione ma, grazie all'aiuto di Heric e Sana, riesce a superare la crisi. In seguito, s'innamora della compagna di classe Alyssa e il suo sentimento è ricambiato. Normalmente è un ragazzo molto quieto e pacato ma, quando si arrabbia, diventa una furia incontrollabile e solo Heric è capace di calmarlo, colpendolo con una mossa di karate. Perde la testa per una ragazza se questa gli regala dei dolcetti.

### Aya Sugita
Aya Sugita (杉田 亜矢?, Sugita Aya, in Italia Alyssa)
Doppiata da: Akiko Kikuchi (ed. giapponese), Alessandra Karpoff (ed. italiana)
Ha 11 anni (all'inizio della serie) e frequenta la stessa classe di Sana. È amica di Sana, e, più tardi, la ragazza di Terence. È una ragazza tranquilla e dolce, ma quando si arrabbia o diventa gelosa può essere molto pericolosa.

### Fuka Matsui
Fuka Matsui (松井 風花?, Matsui Fūka, in Italia Funny)
Doppiata da: Harumi Ikoma (ed. giapponese), Debora Magnaghi (ed. italiana)
È una coetanea di Sana e Heric e i due la incontrano all'inizio delle scuole medie. In passato, fu baciata a tradimento da Heric all'asilo e, per questo, nutre un forte astio per il ragazzo quando lo rincontra. Diventa presto la migliore amica di Sana, ma, durante il soggiorno di quest'ultima in montagna per girare un film, si mette con Heric, causando profondo dolore alla ragazza. Tuttavia, quando in seguito si rende conto del grande amore che lega Sana e Heric, decide di farsi da parte e di lasciarli liberi di vivere la loro storia. Ha vissuto a Osaka per molto tempo e lì ha avuto un ragazzo di cui è stata molto innamorata e che le manca tuttora molto. Parla il dialetto del Kansai, caratteristico di Osaka. È nata il 24 dicembre, giorno della vigilia di Natale.

### Naozumi Kamura
Naozumi Kamura (加村 直澄?, Kamura Naozumi, in Italia Charles Lons)
Doppiato da: Omi Minami (ed. giapponese), Anna Maria Tulli (ed. italiana)
È un coetaneo di Sana e fa l'attore. Ha una grande ammirazione per Sana da moltissimo tempo e diventa presto un buon amico per la ragazza, aiutandola in più occasioni. Dopo il soggiorno a New York, quando Sana vede Funny e Heric sempre più affiatati, riesce a mettersi con la ragazza, ma per poco tempo, comprendendo che Sana è innamorata del suo vecchio compagno di scuola Heric e decidendo quindi di rimanere per lei solo un buon amico, anche se alla fine decide di non frequentarla più e di dimenticarla così che lei possa restare con Heric. Sa suonare la tromba e ha i tratti somatici occidentali, avendo origini americane.

### Misako Kurata
Misako Kurata (倉田 実紗子?, Kurata Misako, in Italia Catherine Smith)
Doppiata da: Hana Kino (ed. giapponese), Stefania Patruno (ed. italiana)
È la madre di Sana. Terminato il liceo, è scappata di casa per sposarsi con un uomo nullafacente e sempre pieno di debiti. Quando ha scoperto di essere sterile, ha lasciato il marito e ha incominciato a portare acconciature stravaganti. In quel periodo ha trovato, e in seguito adottato, una bambina abbandonata nel parco che ha deciso di chiamare Sana (Rossana in italiano). Diventa una scrittrice di successo e pubblica il libro autobiografico "Io e mia figlia" con lo scopo di trovare la madre biologica di Sana; la donna teme che questa scelta possa allontanarla dalla ragazza ma, allo stesso tempo, vuole che Sana conosca e affronti sempre la verità. Nonostante ciò Sana, pur incontrando la madre biologica, decide di restare con lei. Nelle sue bizzarre acconciature vive lo scoiattolo Maro: la figlia spesso le chiede perché l'animale vive nei suoi capelli, ma lei non le ha mai detto che, in realtà, è stata un'idea di Sana. Lei e Sana posseggono tre cani, che una volta erano randagi: Ruma è un piccolo cucciolo con una macchia marrone sopra l'occhio destro e due grandi macchie sulla schiena, Gonta è un grande cane dal lungo pelo bianco, Choco è un carlino; appaiono raramente nella storia. Il suo primo best seller, "Un marito opportunista", è ispirato alla sua vita prima di trovare Sana. Si muove all'interno della sua casa a bordo di un'automobile giocattolo. Fa sempre impazzire il povero Onda (Olliver nel doppiaggio italiano), colui che si occupa di pubblicare i romanzi di Misako, non essendo mai puntuale nelle varie consegne e scappando sempre quando lo vede.

### Rei Sagami

Rei Sagami

Rei Sagami (相模 玲?, Sagami Rei, in Italia Robby)
Doppiato da: Ryo Naito / Masami Kikuchi (OAV) (ed. giapponese), Simone D'Andrea / Gianluca Machelli (canto) (ed. italiana)
È il manager di Sana. Dopo essere stato lasciato dalla sua ragazza, ha vissuto come un barbone fino a quando non ha incontrato Sana che, impietosita dai suoi begli occhi, ha deciso di portarlo a casa con sé e trasformarlo nel suo assistente personale. Quando Sana decide di diventare un'attrice, diventa il suo manager. Sana, inizialmente, prova per lui un affetto tale da indurla a pensare che Rei non sia solo un dipendente, ma anche un amico ma soprattutto un padre; quando, però, Robby incontra nuovamente Alicia, la ragazza di cui era innamorato, Sana è costretta ad affrontare la dura realtà. Porta sempre gli occhiali da sole su richiesta di Sana affinché nessun'altra donna possa vedere il suo sguardo. Inizialmente sul cofano della macchina è presente il Wakaba, simbolo verde e giallo che sta a indicare che il guidatore non ha ancora compiuto il primo anno di guida.

### Babbit
Babbit (ばびっと?, Babitto, in Italia Bab)
Doppiato da: TOMO (ed. giapponese), Luca Bottale (ed. italiana)
È il narratore della storia ed è presente solo nell'anime. È un buffo animale e sembra un incrocio tra un pipistrello e un coniglio (il suo nome, infatti, deriva dalla contrazione di bat (pipistrello) e rabbit (coniglio) in inglese). Nell'anime, oltre ad avere la funzione di narratore, è spesso visibile ai personaggi, i quali non perdono l'occasione di maltrattarlo o zittirlo. È presente in diversi aspetti come il cinese, il ninja o il texano.

## Personaggi secondari

### Asako Kurumi
Asako Kurumi (来海 麻子?, Kurumi Asako, in Italia Alicia)
Doppiata da: Azusa Nakao / Akemi Okamura (OAV) (ed. giapponese), Elda Olivieri (ed. italiana)
È un'attrice televisiva di successo. Incontra Sana durante le riprese di uno sceneggiato televisivo, durante il quale viene a galla il suo passato come fidanzata di Robby. Riprende poi la relazione con Robby, mantenendola tuttavia segreta, e recita di nuovo con Sana nel film per il cinema "La casa nel bosco".

### Hisae Kumagai
Hisae Kumagai (熊谷 ひさえ?, Kumagai Hisae, in Italia Margaret)
Doppiata da: Yumiko Kikuchi (ed. giapponese), Federica Valenti (ed. italiana)
Ha 11 anni (all'inizio della serie) e frequenta la stessa classe di Sana. Mette tutte le sue compagne di classe contro Sana, dopo che lei si dimentica la sua festa di compleanno, ma si riappacifica subito con lei, quando capisce che Rei l'aveva impegnata troppo. Nell'anime sembra essersi "silenziosamente" fidanzata con Gomi una volta ammessi alle medie.

### Mami Suzuki
Mami Suzuki (鈴木 まみ?, Suzuki Mami, in Italia Marine)
Doppiata da: Azusa Nakao (ed. giapponese), Emanuela Pacotto (ed. italiana)
Ha 11 anni (all'inizio della serie) e frequenta la stessa classe di Sana. È una ragazza tranquilla. Alle elementari, viene pesantemente punita da Akito perché lo chiamò "Figlio degli Oni" (Figlio dei Demoni), parola usata anche dalla sorella di Akito verso di lui; dopo l'accaduto ha sempre un po' di paura di Akito, ma alla fine i due fanno pace.

### Shinichi Gomi
Shinichi Gomi (五味 真一?, Gomi Shin'ichi, in Italia George)
Doppiato da: Masanobu Hirota / Miki Nagasawa (OAV) (ed. giapponese), Cinzia Massironi (ed. italiana)
Ha 11 anni (all'inizio della serie) e frequenta la stessa classe di Sana. Braccio destro di Akito, cerca di soffiargli il posto di capo dei maschi quando Akito decide di non terrorizzare più gli insegnanti, ma fallisce miseramente. Portava i capelli lunghi, ma quando incomincia le medie cambia radicalmente aspetto perché il padre gli fa rasare a zero i capelli.

### Preside Narunaru
Preside Naru-naru (なるなる校長?, Naru-naru kōchō, in Italia Preside Su-con-la-vita)
Doppiato da: Chafūrin (ed. giapponese), Marco Balzarotti / Luca Bottale (ep. 65) (ed. italiana)
È il preside della scuola elementare Jinbo. Dice sempre "Andrà tutto bene". È lui che suggerisce ad Akito di fare karate. Ha un gemello, il quale è il preside della scuola media Jinbo.

### Professoressa Mitsuya
Professoressa Mitsuya (三屋先生?, Mitsuya-sensei, in Italia Professoressa Lisa Miles)
Doppiata da: Azusa Nakao / Miho Nagahori (OAV) (ed. giapponese), Loredana Nicosia (ed. italiana)
È la maestra delle elementari della classe di Sana. È molto emotiva e piange spesso. Ha una relazione con il professor Tanaka, e i due si abbandonano ai vortici della passione proprio nell'infermeria della scuola, rendendosi ricattabili da Akito.

### Professor Tanaka
Professor Tanaka (田中先生?, Tanaka-sensei, in Italia Professor Zed Stewart)
Doppiato da: Mitsuo Iwata / Shigeru Nakahara (OAV) (ed. giapponese), Patrizio Prata (ed. italiana)
È il maestro delle elementari della classe di Sana. Ha una relazione con la professoressa Mitsuya, e i due si abbandonano ai vortici della passione proprio nell'infermeria della scuola, rendendosi ricattabili da Akito.

### Professor Sengoku
Professor Sengoku (千石先生?, Sengoku-sensei)
Doppiato da: Daiki Nakamura (ed. giapponese), Giorgio Bonino / Ivo De Palma (ep. 88-102) (ed. italiana)
È il professore delle medie frustrato e vanesio, crede Akito un ragazzo di natura violenta e pericolosa, prendendosela con lui con lo scopo di farlo espellere; per farlo, non esita a ricorrere ai mezzi più subdoli, creando situazioni di tensione insostenibile. D'altra parte Akito lo ritiene sleale e dispettoso e, per vendicarsi, rivela alla classe che porta la parrucca, ma viene sospeso per dieci giorni.

### Fuyuki Hayama
Fuyuki Hayama (羽山 冬騎?, Hayama Fuyuki, in Italia Frank Akito)
Doppiato da: Takashi Matsuyama / Masayuki Omoro (OAV) (ed. giapponese), Gianfranco Gamba (ep. 1-51) / Guido Rutta (ep. 52-102) (ed. italiana)
È il padre di Akito e Natsumi. All'inizio lavora tutto il giorno, cercando di ignorare la situazione difficile che si è creata tra i figli, ma grazie a Sana si riavvicina alla famiglia e diventa un padre più presente.

### Natsumi Hayama
Natsumi Hayama (羽山 夏美?, Hayama Natsumi, in Italia Nelly Akito)
Doppiata da: Akemi Okamura / Michiko Neya (OAV) (ed. giapponese), Daniela Fava (ep. 1-51) / Elisabetta Spinelli (ep. 52-102) (ed. italiana)
È la sorella maggiore di Akito. Sfoga, all'inizio, tutte le sue frustrazioni sul fratello, trattandolo male e chiamandolo sempre "Figlio degli Oni" (Figlio dei Demoni), incolpandolo della morte della madre, morta dandolo alla luce. Grazie all'aiuto di Sana, capisce di aver sbagliato e si riavvicina al fratello, diventando una sorella premurosa.

### Koharu Hayama
Koharu Hayama (羽山 小春?, Hayama Koharu, in Italia Carolina Akito)
Doppiata da: Omi Minami (ed. giapponese), Renata Bertolas (ed. italiana)
La madre di Akito. Morì dando alla luce Akito, fatto che ha avuto un grave effetto negativo sul rapporto tra Akito e i suoi famigliari.

### Keiko Sakai
Keiko Sakai (坂井 佳子?, Sakai Keiko, in Italia Peggy)
Doppiata da: Mika Doi (ed. giapponese), Cinzia Massironi (ed. italiana)
È la madre naturale di Sana, una giovane donna molto timida e insicura che compare dopo che Misako pubblica il libro "Io e mia figlia". Ebbe Sana all'età di 14 anni (nell'edizione italiana 18 anni) dal fratello della propria madre, suo zio, ma non ebbe il coraggio di confessargli di essere incinta e decise di abbandonare la bimba in un parco non sapendo cosa fare. Cerca di ristabilire i rapporti con Sana, ma la ragazza decide di non vederla più, pur essendole grata di averla messa al mondo. Nell'anime ricompare una seconda volta, quando la sua figlia più piccola scappa di casa per incontrare Sana.
Nell'edizione italiana i dialoghi sono stati riadattati dicendo che Sana è stata abbandonata perché la donna ha perso la memoria a causa di un incidente stradale, probabilmente per mascherare la questione della gravidanza adolescenziale e dell'incesto a essa associato.

### Chiyo Shimura
Chiyo Shimura (志村 チヨ?, Shimura Chiyo, in Italia Patricia)
Doppiata da: Keiko Amano (ed. giapponese), Tullia Piredda / Grazia Migneco (ep. 79) (ed. italiana)
È la governante della casa di Sana. Non lascia che Sana cucini, dal momento che accidentalmente, in passato, quest'ultima aveva usato il bicarbonato di sodio al posto della farina per fare i biscotti.

### Shizuka Kurata
Shizuka Kurata (倉田 静?, Kurata Shizuka, in Italia Rosemary Smith)
Doppiata da: Hisako Kyōda (ed. giapponese), Caterina Rochira (ed. italiana)
È la nonna di Sana e madre di Misako. Dirige la spa della famiglia Kurata a Kusatsu, che vuole lasciare in eredità a Misako o Sana, facendole sposare con qualcuno di Kusatsu, poiché non ha altri eredi. Presente solo nell'anime.

### Nonno Kurata
Nonno Kurata (倉田 おじいちゃん?, Kurata ojii-chan, in Italia Nonno Smith)
Doppiato da: ? (ed. giapponese), Tony Fuochi (ed. italiana)
È il nonno di Sana e padre di Misako. Aiuta nella spa di famiglia ed è molto felice quando la moglie è lontano. Presente solo nell'anime.

### Sanzo Katagiri
Sanzo Katagiri (片桐 三造?, Katagiri Sanzō, in Italia Carlo Magno)
Doppiato da: Shocker OH!NO (ed. giapponese), Marco Balzarotti (ed. italiana)
È il maggiordomo di Shizuka e suo braccio destro. Rei spesso cerca di competere con lui, infatti se Sana ottiene la proprietà della spa, Rei potrebbe prendere il lavoro di Katagiri. Presente solo nell'anime.

### Ryosuke Kashima
Ryosuke Kashima (鹿島 良助?, Kashima Ryōsuke, in Italia, Jeremy)
Doppiato da: Kenjirō Tsuda (ed. giapponese), Claudio Moneta / Gabriele Calindri (ep. 98) (ed. italiana)
È l'ex-marito di Misako. È una persona dedita di gioco che si presenta di volta in volta a chiedere a Misako e Sana dei soldi. Dopo di che verrà cacciato via da Misako con qualche gadget casuale che aveva acquistato di recente.

### Takezo Onda
Takezo Onda (恩多 武蔵?, Onda Takezō, in Italia Oliver)
Doppiato da: Masaaki Ishikawa (ep. 1-51) / Norihisa Mori (ep. 52-102) (ed. giapponese), Nicola Bartolini Carrassi (ep. 1-51) / Diego Sabre (ep. 52-102) (ed. italiana)
È un ragazzo della Casa Editrice che aspetta da anni e anni il manoscritto di Misako Kurata. È sempre obbligato a correrle dietro casa, ed è sempre vittima delle trappole della signora. Nell'anime aiuta la famiglia durante il periodo di bancarotta, trovando loro una sistemazione; sempre nell'anime, ha un fratello altissimo e fortissimo che fa l'istruttore di body building.

### Zenjiro
Zenjiro (ぜんじろう?, Zenjirou, in Italia Gerard)
Doppiato da: Zenjiro Kanatani (ed. giapponese), Diego Sabre (ed. italiana)
È un attore televisivo, spalla di Sana nel programma "Il giocattolo dei bambini". Dalla carriera sfortunata, ricopre sempre ruoli secondari e di poca importanza in spot e sceneggiati televisivi. Viene da Osaka. È presente solo nell'anime ed è un personaggio realmente esistente e, nella versione originale, è doppiato da sé stesso. Sostituisce il personaggio di Yonma Akashiya, quest'ultimo presente solo nel manga.

### Takeshi "Take" Gojyo
Takeshi "Take" Gojyo (五條 武史?, Gojō Takeshi, in Italia Thaddeus Green)
Doppiato da: Hiroshi Takahashi (ed. giapponese), Giorgio Bonino (ed. italiana)
È un attore che Sana incontra sul set di un telefilm di serie B dal titolo "Confusione a mezzanotte" dove i due ricoprono il ruolo secondario di padre e figlia che compaiono ogni tanto; è un uomo allegro e dal carattere solare che diventa subito molto amico con Sana. Si scopre, in seguito, che Take è il padre naturale di Sana, quindi compagno di Keiko all'epoca, ma la riconciliazione dura poco perché l'uomo ha un grave problema cardiaco. Il suo inserimento è controverso, in quanto, nel manga, Keiko dice chiaramente che ebbe Sana da suo zio (in seguito ad una violenza sessuale) mentre nell'anime parla solo di aver partorito a 14 anni, ragion per cui Takeshi Gojyo non è lo zio di Sana, ed è stato creato apposta per l'anime portando dunque con sé una realtà alternativa della vicenda rispetto al manga. È presente solo nell'anime.

### Kazuyuki Komori
Kazuyuki Komori (小森 和之?, Komori Kazuyuki)
È un ragazzo infelice. Ha problemi psicologici e crede di essere amico di Akito, ma in seguito scopre che quest'ultimo non sa nemmeno chi sia; la solitudine aggiunta allo stress e la natura iperprotettiva di sua madre lo induce a tentare il suicidio. Cerca di uccidere Akito, in modo da poter morire insieme, ma scopre che non può farlo: riesce solamente a ferirlo a un braccio, scoppiando poi in lacrime. Più avanti nella storia viene menzionato: dopo aver affrontato la madre, si allontana da quest'ultima, diventando una persona migliore e amico di penna di Akito. Compare solo nel manga; nell'anime il personaggio di Shota Nakao e le sue vicende assomigliano molto a questo personaggio e, infatti, spesso i due vengono confusi come se fossero la stessa persona.

### Shota Nakao
Shota Nakao (中尾 翔太?, Nakao Shōta, in Italia Nakao)
Doppiata da: Hiroko Konishi (ed. giapponese), Davide Garbolino (ed. italiana)
È un compagno di scuola di Sana e Hayama alle medie. Prova grande ammirazione per quest'ultimo e decide di iscriversi al suo club di karate. Ha una salute cagionevole e un carattere molto remissivo, non riesce a farsi valere neanche con i fratelli minori di cui è sempre costretto a occuparsi perché entrambi i genitori sono molto impegnati con il lavoro. Non ha amici ed è virtualmente invisibile, e quando se ne rende conto precipita nella disperazione e si rinchiude in un vecchio magazzino, deciso a lasciarsi morire. A causa di una lettera la colpa ricade su Hayama, ma alla fine Fuka riuscirà a discolparlo trovando la seconda parte della lettera, che era stata nascosta dal professor Sengoku. Compare solo nell'anime e in un certo senso "sostituisce" il personaggio di Komori del manga.

### Ishida
Ishida (石田?, Ishida, in Italia Isidoro)
Doppiato da: Akemi Okamura (ed. giapponese), Renata Bertolas (ed. italiana)
È un fan ossessivo di Sana che va alla stessa scuola media, noto per le sue lunghe ciglia, sopracciglia grandi e grandi narici, e per la sua tendenza a sanguinare dal naso ogni volta che vede Sana. Quando chiede a Sana di uscire con lui, Sana dice che lei sta già uscendo con Naozumi (come è stato, erroneamente, riportato nelle riviste); Ishida dice, quindi, al resto degli amici di Sana questa menzogna, che alla fine porta Akito a rinunciare a Sana e uscire con Fuka, mentre Sana è lontano per girare il suo film.

### Brad
Brad (ブラッド?, Buraddo)
Doppiato da: Tatsuya Nakazaki (ed. giapponese), Davide Garbolino (ed. italiana)
È un ragazzo arrogante e malizioso, e sorride spesso. Appare per la prima volta la sera in cui Sana e Naozumi arrivano a New York; viene erroneamente scambiato per Akito da Sana la prima volta che lo vede poiché i due, di aspetto fisico, si assomigliano molto. È innamorato di Sicil, ma a lei piace Naozumi, infatti cerca in tutti i modi di far ritornare Sana e Naozumi in Giappone, sempre senza successo. È il figlio di Ramsey, la domestica di casa Hamilton, ed è la guardia del corpo di Sicil. Presente solo nell'anime.

### Sicil Hamilton
Sicil Hamilton (シシル・ハミルトン?, Shishiru Hamiruton)
Doppiata da: Satomi Kōrogi (ed. giapponese), Stella Bevilacqua (ed. italiana)
È la figlia del produttore Gary Hamilton e sua moglie Michelle. Durante un saggio di danza, a 7 anni, cadde dal palcoscenico e si ruppe un legamento; da quel momento non è più in grado di ballare. È convinta che sua madre non le voglia bene poiché non la lascia uscire di casa. Ha un debole per Naozumi da quando lo vede in una fotografia che teneva il padre; successivamente, i suoi sentimenti cambiano dopo che scopre di essere la sua sorellastra. Presente solo nell'anime.

### Gary Hamilton
Gary Hamilton (ゲイリー・ハミルトン?, Geirī Hamiruton)
Doppiato da: Mugihito (ed. giapponese), Riccardo Rovatti (ed. italiana)
È uno dei più grandi produttori in America. È il padre di Naozumi, ma non lo rivela subito.

### Michelle Hamilton
Michelle Hamilton (ミシェル・ハミルトン?, Misheru Hamiruton)
Doppiata da: Yoshiko Sakakibara (ed. giapponese), Dania Cericola (ed. italiana)
È la madre di Sicil, fredda e impassibile coreografa degli show di Broadway in cui sono Naozumi e Sana.

### Ramsey
Ramsey (ラムシー?, Ramushī)
Doppiata da: Keiko Amano (ed. giapponese), Patrizia Scianca (ed. italiana)
È la domestica di casa Hamilton, molto somigliante a Chiyo Shimura.

### Takamitsu Kawai
Takamitsu Kawai
È un attore che lavora con Sana e Naozumi nel film La villa dell'acqua, nel quale interpreta Masato Suzuhara. Appare brevemente anche nel manga e nell'anime, durante le riprese del film.

### Sari Hayama
Sari Hayama (羽山 サリ?, Hayama Sari)
È la figlia di Sana e Akito, compare brevemente solo nelle ultime pagine di Deep Clear.